# Рогозецький Колодязь
Рогозецький Колодязь (рос. Рогозецкий Колодезь) — село в Тимському районі Курської області Російської Федерації.
Населення становить 170 осіб. Входить до складу муніципального утворення Ленінська сільрада.

## Історія
Населений пункт розташований на території українського етнічного та культурного краю Східна Слобожанщина.
Від 2004 року входить до складу муніципального утворення Ленінська сільрада.

## Населення
| 2002 | 2010 |
| ---- | ---- |
| 199  | ↘170 |